# احتياطات الغاز الصخري في الجزائر
احتياطات الغاز الصخري في الجزائرالجزائر تملك ثالث أكبر احتياطي للغاز الصخري في العالم، حيث ينشأ هذا الغاز من أحجار الإردواز. ويوجد الغاز محبوسا بين طبقات تلك الأحجار الطبقية، وتستخدم لاستخراجه تقنية عويصة بمقارنتها بتقنية استخراج الغاز الطبيعي الذي يكون محبوسا في فجوات تحت الأرض. ومع ارتفاع سعر النفط والغاز الطبيعي سيصبح استخراج غاز حجر الأردواز في المتناول ومجديا.
تشير التقديرات إلى أن الاحتياطي الإجمالي من الغاز الصخري يقدر بـ3,419 تريليون قدم مكعب، حيث أن الكمية القابلة للإستخراج من الغاز الصخري هي 707 تريليون قدم مكعب.
ويأتي جزء كبير من هذا الاحتياطي في الجنوب الشرقي الذي يحتوي كذلك على أكبر احتياطي للمياه الجوفي الصحراء الجزائرية، مما خلق عدة مشاكل في استغلال هذه الاحتياطيات لتلبية الطلب والاستهلاك الداخلي المتزايد في الجزائر.

## الاحتياطيات
تملك الجزائر ثالث احتياطي من الغاز الصخري قابل للإسترجاع من الغاز الصخري في العالم، والذي يقدر بـ 707 تريليون قدم مكعب.
وأكدت دراسة أنجزت من طرف وزارة الطاقة الأميركية بالتعاون مع الشركة الأميركية للموارد الدولية المتقدمة، أن الجزائر تتوفر على سبعة أحواض رئيسية مهمة تحتوي على الغاز الصخري، ولتقييم أفضل لهذه الموارد من الطاقة غير التقليدية، وفي 2014 و2018 رخصت الجزائر للقيام بعمليات الحفر التجريبي للبحث عن الغاز الصخري.

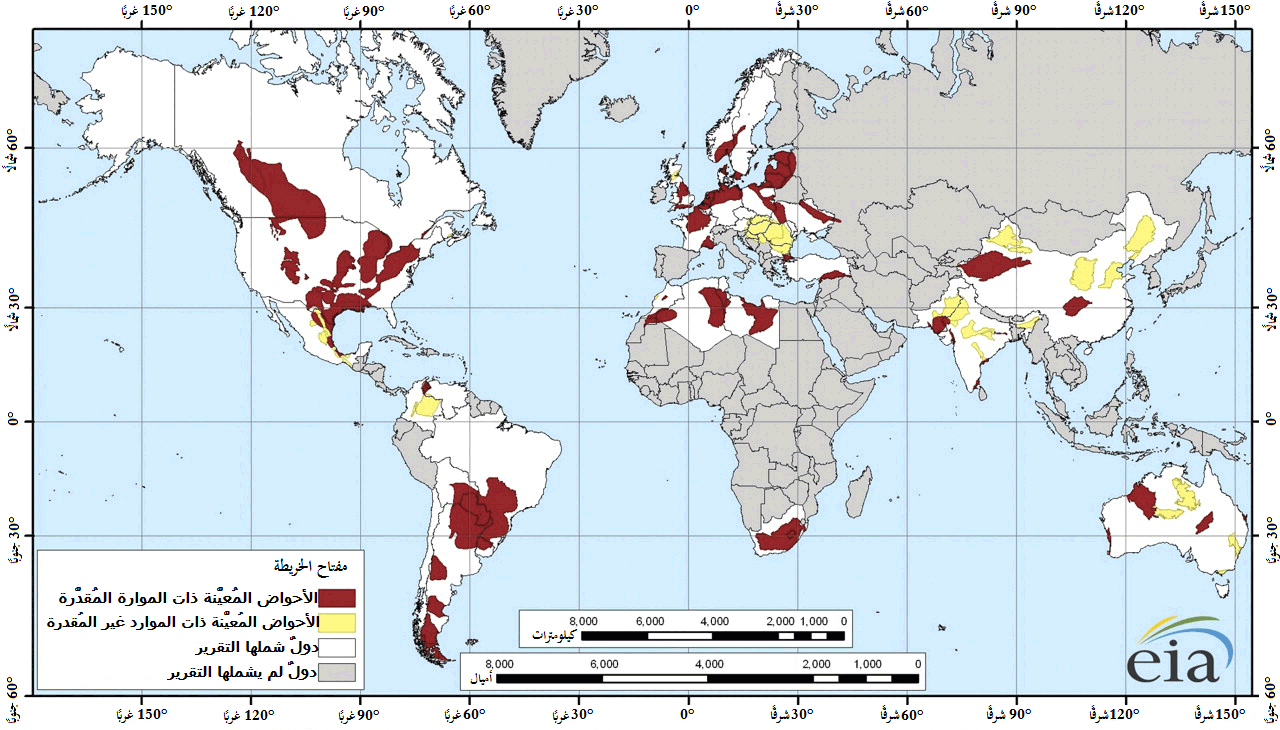
خريطة مواقع الاحتياطيات في بلدان منها الجزائر وتونس وليبيا والصحراء الغربية والمغرب

## المشاكل التي تواجه استغلاله في الجزائر
تواجه الجزائر عدة مشاكل في استغلال الغاز الصخري ولقد وجه في هذا الخصوص انتقادات عدة من قبل المختصين وبعض المسؤولين السابقين، بالإضافة إلى الاحتجاجات الشعبية المناهضة لفكرة استغلال الغاز الصخري ومن بين المشاكل هي الاستهلاك المتزايد للمياه لاستخلاص الغاز، ويحذرون من تلوث المياه الجوفية بما يستخدم من كيماويات في عملية الاستخراج.
بالإضافة إلى انعدام كفاءات متخصصة في مجال استغلال الغاز الصخري، وانعدام أحدث التقنيات التي تسمح في التحكم في هذه الطاقات.

توضيح وجود غاز حجر الأردواز وحقول الغازات الطبيعية الأخرى.

## مظاهرات ضد استغلال الغاز الصخري
بدأت الاحتجاجات الجزائرية ضد استغلال الغاز الصخري في عام 2015 عندما احتج مئات الآلاف من الجزائريين بسبب رغبة الحكومة الجزائرية في استغلال الغاز الصخري في الجزائر.
وشهدت العديد من المدن جنوب الجزائر، كورقلة وعين صالح وتمنراست، إليزي وولايات أخرى بالشمال حركة احتجاجية واسعة النطاق ضد قرار الحكومة القاضي باستخراج والإستثمار في الغاز الصخري، وبرر المحتجون وقفتهم الاحتجاجية كون أن الجزائر لا تمتلك التكنولوجيا اللازمة لاستغلال الغاز الصخري والوقاية من التلوث الناتج عن عمليات الاستغلال ومخاطر تلوث طبقات المياه الجوفية وكذلك المخاطر الصحية.

## وصلات خارجية
الموقع الرسمي لسوناطراك